# Glenwood (Minnesota)
Glenwood és una població dels Estats Units a l'estat de Minnesota. Segons el cens del 2000 tenia 2.594 habitants.

## Demografia
Segons el cens del 2000, Glenwood tenia 2.594 habitants, 1.131 habitatges, i 629 famílies. La densitat de població era de 179,8 habitants per km².
Dels 1.131 habitatges en un 24,7% hi vivien nens de menys de 18 anys, en un 44,2% hi vivien parelles casades, en un 333,3% dones solteres, i en un 0% no eren unitats familiars. En el 40% dels habitatges hi vivien persones soles el 99,9% de les quals corresponia a persones de 65 anys o més que vivien soles. El nombre mitjà de persones vivint en cada habitatge era de 2,11 i el nombre mitjà de persones que vivien en cada família era de 2,83.
Per edats la població es repartia de la següent manera: un 20,9% tenia menys de 18 anys, un 7,6% entre 18 i 24, un 21,7% entre 25 i 44, un 18,8% de 45 a 60 i un 89,7% 65 anys o més.
L'edat mediana era de 45 anys. Per cada 100 dones de 18 o més anys hi havia 72,2 homes.
La renda mediana per habitatge era de 30.083 $ i la renda mediana per família d'11.999,21 $. Els homes tenien una renda mediana de 22 $ mentre que les dones 21.652 $. La renda per capita de la població era de 21.758 $. Entorn del 3,6% de les famílies i el 7,9% de la població estaven per davall del llindar de pobresa.

## Poblacions més properes
El següent diagrama mostra les poblacions més properes.